# Марувиум
Марувиум (Marruvium, Marrubium; гръцки: Μαρούϊον) e главният град на италийското племе марси.
Днес на неговото място се намира Сан Бенедето дей Марси в Абруцо, Италия. Марувиум се намирал на брега на днес пресушеното езеро Лаго Фучино южно от Керфения. Градът процъфтява по времето на Римската империя.